# MIM–104 Patriot
A MIM–104 Patriot közép-hatótávolságú légvédelmi rakéta, melyet az 1980-as évekre fejlesztettek ki az Amerikai Egyesült Államokban, az elöregedő MIM–23 Hawk rakéták leváltására. Elődjével ellentétben nem csak  repülőgépek, hanem (korlátozottan) a sokkal nehezebben megsemmisíthető ballisztikus rakéták és robotrepülőgépek elleni harcra is alkalmas. Ezen képességét ki is használták az öbölháború alatt, amikor Irak Izrael és Szaúd-Arábia ellen tömegesen indított rakétákat. A teljes komplexum tehergépjárművekre van telepítve, C–5 Galaxy repülőgépekkel levegőben szállítható. A rakéta gyártási költségeinek csökkentése érdekében különleges irányítórendszert alkalmaztak: a rakéta orrába beépítették az aktív lokátoros önirányításhoz használt rádiólokátort, de a fedélzeti számítógépet elhagyták: a rakétát nagy sebességű rádiós adatbusz köti össze a földi indítókomplexummal, és a kormányparancsokat ennek számítógépei dolgozzák ki, a rakéta lokátorától kapott információk alapján a rakéta számára.
A rakétát az 1990-es években továbbfejlesztették, a PAC–2 (Patriot Advanced Capability–2, Patriot Továbbfejlesztett Képesség) rakéta hatótávolsága több mint kétszerese, sebessége több mint másfélszerese az eredeti rakétának. Jelenleg a PAC–3 rakéták állnak hadrendben, ezek a korábbiaktól alapvetően különböznek. A korszerű elektronika lehetővé tette a találati pontosság alapvető növelését, a rakéta a célt mindig telitalálattal éri el, így elhagyhatóvá vált a robbanótöltet, a cél megsemmisítése kizárólag a rakéta mozgási energiájával történik. A robbanótöltet elhagyása és az elektronika további miniatürizációja a rakéta méretének drasztikus csökkenéséhez vezetett, az új rakéta a régiével megegyező méretű indítókonténerében a korábbi egy helyett négy rakétának (így egy szállító-indító járművön összesen 16) jutott hely. A PAC–3 rakétákat bevetették az iraki szabadság hadműveletben, az iraki hadsereg passzivitása és hibás célazonosítás miatt csak egy angol Panavia Tornado vadászbombázót lőttek le vele.